# DuShon Monique Brown
DuShon Monique Brown (* 30. November 1968 in Chicago, Illinois; † 23. März 2018 in Olympia Fields, Illinois) war eine US-amerikanische Schauspielerin, die durch ihre Rolle als Krankenschwester Katie Welch aus der Serie Prison Break und als Connie aus Chicago Fire Bekanntheit erlangte.

## Frühe Jahre und Karriere
DuShon Monique Brown wurde in Chicago, im US-Bundesstaat Illinois, geboren und besuchte die Whitney M. Young Magnet High School und später die Governors State University, die sie mit einem Master in Beratungslehre abschloss. Eine Zeit lang arbeitete sie danach an der Kenwood Academy in Chicago als Krisenmanagerin.
Brown gab ihr Schauspieldebüt vor der Kamera im Jahr 2003 mit einer kleinen Rolle in dem Fernsehfilm Skin Complex. Wenig später, nämlich 2005, wurde sie in der Rolle der Katie Welch in der Serie Prison Break gecastet, die sie bis 2007 spielte. Danach war sie in weiteren Serien, darunter Boss, Shameless, Empire und Electric Dreams in Gastrollen zu sehen. Ihre Auftritte in Filmen umfassen etwa Dickste Freunde, Verlobung mit Hindernissen, A Light Beneath Their Feet und Surprise Me!.
Ihre bekannteste Rolle mimte Brown von 2012 bis zu ihrem Tod im Jahr 2018 als Connie in über 50 Episoden in der Serie Chicago Fire. Zwischen 2009 und 2015 stand sie zudem regelmäßig auf Theaterbühnen ihre Chicagoer Heimatstadt.

## Tod
In der Woche ihres Todes ließ sich Brown aufgrund von Schmerzen in der Brust in eine Klinik einweisen und wurde wenig später, nach einigen Tests, wieder entlassen. Sie starb am 23. März 2018 im Alter von 49 Jahren im St. James Olympia Fields Hospital. Einen Tag später wurde eine Autopsie angesetzt. Es stellte sich heraus, dass sie an einer Sepsis starb. Brown hinterließ eine Tochter.

## Filmografie (Auswahl)
- 2003: Skin Complex (Fernsehfilm)
- 2005–2007: Prison Break (Fernsehserie, 13 Episoden)
- 2011: Dickste Freunde (The Dilemma)
- 2012: Boss (Fernsehserie, 2 Episoden)
- 2012–2018: Chicago Fire (Fernsehserie, 59 Episoden)
- 2013: Shameless (Fernsehserie, Episode 3x03)
- 2013: Verlobung mit Hindernissen (One Small Hitch)
- 2015: Unexpected
- 2015: A Light Beneath Their Feet
- 2017: Empire (Fernsehserie, Episode 2x04)
- 2017: Surprise Me!
- 2018: Electric Dreams (Fernsehserie, Episode 1x07)